# Риджфийлд
Риджфийлд (на английски: Ridgefield) е град в окръг Кларк, щата Вашингтон, САЩ. Риджфийлд е с население от 2147 жители (2000) и обща площ от 13,2 km². Намира се на 34 m надморска височина. ЗИП кодът му е 98642, а телефонният му код е 360.